# František Kváča
František Kváča (9. května 1857 Nový Knín – 10. ledna 1899 Praha) byl český rukavičkář, politik a první předseda České strany národně sociální.

## Životopis
František Kváča se narodil 9. května 1857 v Novém Kníně. Začal pracovat v rukavičkářské továrně. Roku 1880 stál u zrodu Besedy rukavičkářské a stal se zástupcem knihovníka. Později se stal dokonce knihovníkem. V této funkci se sám vzdělával, především učil cizím jazykům (francouzština a němčina) a cestoval po světě, například na kongresy dělnictva do Vídně, Paříže nebo Bruselu. V roce 1891 byl zvolen dělnickým delegátem do Společenstev valných hromad (předchůdce Českého odborného sdružení rukavičkářů v Praze). Od roku 1892 pracoval jako redaktor Rukavičkářských listů a byl zvolen předsedou nemocenské pokladny. Jako redaktor poukazoval na špatné pracovní podmínky, zejména na nevětrané a nečisté prostory a špatnou úroveň učňovského školství. Roku 1893 byl jeho zásluhou zřízen Invalidní fond.
Stál u příprav vzniku České strany národně sociální. Dne 19. dubna 1897 se konal v Národním domě na Vinohradech přípravný sjezd „národních dělníků“, přičemž František Kváča byl zvolen předsedou výkonného výboru. O rok později, 11. dubna 1898 byl na ustavujícím sjezdu nově vzniklé České strany národně sociální zvolen jejím prvním předsedou.
František Kváča roku 1898 onemocněl tyfem[nepřesný odkaz] a zemřel 10. ledna 1899. Je pohřben na Vinohradském hřbitově.